# 白棘雀鲷
白棘雀鲷（学名：Plectroglyphidodon leucozona）为雀鲷科棘雀鲷属的鱼类，俗名白带棘雀鲷、白带固曲齿鲷。分布于热带印度至太平洋间海域以及台湾南部等，一般栖息于0、3-2米之暴露区以及波浪平静或稍有起伏处。该物种的模式产地在爪哇。